# Dale Gardner
Dale Allan Gardner (Fairmont, Minnesota, 8 de noviembre de 1948 - Colorado Springs, Colorado, 19 de febrero de 2014) fue un astronauta de la NASA que voló en dos misiones del transbordador espacial durante la década de 1980.

## Experiencia en la NASA
Gardner fue seleccionado como candidato a astronauta por la NASA en enero de 1978, según informes presentados al Centro Espacial Johnson en julio de 1978. En agosto de 1979 completó un entrenamiento de un año y el período de evaluación, haciéndolo elegible para la asignación como especialista de misión del astronauta. Posteriormente actuó como Gerente de Proyecto Astronauta para el software de vuelo en el transbordador espacial a bordo de los ordenadores que condujeron al primer vuelo en abril de 1981. Luego se desempeñó como equipo de ayuda de astronauta para el cuarto vuelo (STS- 4). Voló como especialista de misión en la misión STS -8 (30 de agosto al 5 de septiembre de 1983) y STS -51 -A (del 8 al 16 de noviembre de 1984). Gardner completó un total de 337 horas en el espacio y 225 órbitas a la Tierra en estos dos vuelos. Registró más de 2 300 horas de vuelo en más de 20 tipos diferentes de aviones y naves espaciales. Antes del accidente del Transbordador espacial Challenger, Gardner había sido elegido para participar en la primera misión de lanzamiento desde la Base Aérea de Vandenberg, California. Ese vuelo y la propia capacidad de lanzamiento del Vandenberg se cancelaron después del accidente.

## Muerte
Gardner murió el 19 de febrero de 2014, después de sufrir un accidente cerebrovascular hemorrágico a partir de un aneurisma.